# Pedro de Montaigú

Escudo de armas de Pedro de Montaigú.

Pedro de Montaigú o Petro de Monteacuto, Pedro de Monteagudo — (1186-1232) fue el decimoquinto gran maestre de la Orden del Temple, de 1218 hasta su muerte en enero de 1232.

## Biografía
De origen aragonés, llegó a Acre en 1218 con una flota alemana, también fue parte de la cruzada de las Navas de Tolosa y ex Maestre Provenza, Cataluña y Aragón; intervino en el mismo año, junto al rey Juan de Brienne, regente de Jerusalén y el Cardenal Pelagius, para tomar Damieta, donde fue elegido como gran maestre durante el sitio de Damietta. Sin embargo, el nuevo maestre fue informado bastante después de su elección, ya que en noviembre de 1218 todavía firma como Prefecto de Provenza y Aragón.
A decir de las crónicas, era valiente y hábil en el combate. Hay muchas actas de su maestrazgo, entre ellas, la sentencia emitida en el mes de agosto de 1222 por Pelagio Galvani, obispo de Albano y legado de la Santa Sede, respecto a los bienes situados en territorio de Tiro, en pleito con los canónigos del Santo Sepulcro y la casa del Hospital.
En 1229, rechazó acompañar a Federico II de Alemania, soberano excomulgado. 
Falleció en 1232.
| Predecesor: Guillaume de Chartres | Gran maestre de la Orden del Temple 1219-1232 | Sucesor: Armand de Périgord |